# Arnfríður Jónatansdóttir
Arnfríður Jónatansdóttir (født 19. august 1923, død 12. december 2006) var en islandsk modernistisk forfatter, der regnes for at tilhøre de såkaldte "atomdigtere". Hun har primært skrevet digte i ubunden form, og hun har kun udgivet én digtsamling: Husets tærskel er en fil (1958).